# Semaforo di Campo alle Serre
Il semaforo di Campo alle Serre è un semaforo marittimo dismesso dell'isola d'Elba che si affaccia sul canale di Corsica, situato presso l'omonima località collinare all'estremità settentrionale dell'isola, nel territorio comunale di Marciana, nell'entroterra nord-orientale della frazione di Chiessi.

## Storia
Il semaforo, la cui costruzione risale al 1888 con decreto del re Umberto I di Savoia, venne attivato dalla Regia Marina nel luogo in cui sorgevano i resti di una preesistente postazione d'avvistamento chiamata Guardia al Turco - risalente al Cinquecento - per monitorare il traffico marittimo nel Canale di Corsica in prossimità della costa occidentale dell'isola d'Elba, oltre che per l'illuminazione notturna dell'estremità occidentale dell'isola ai natanti in transito nel medesimo tratto marino. Nel 1920 venne attivato anche un osservatorio meteorologico che ha registrato i dati fino al 1953, anno in cui venne probabilmente decisa la definitiva dismissione dell'infrastruttura, che nel corso della seconda metà del Novecento non risultava più operativa.

## Architettura
Del complesso è visibile il fabbricato presso il quale è rimasto conservato anche il traliccio di una delle due antenne che permettevano le comunicazioni radiofoniche e telegrafiche. L'edificio che ospitava l'infrastruttura semaforica si presenta sotto forma di ruderi, essendo oramai rimasto privo del tetto di copertura sommitale, di porte e finestre.
L'edificio si presenta costituito da due corpi di fabbrica, uno principale disposto su due livelli, a pianta rettangolare, rivestito in muratura, col portone d'ingresso sovrastato da un arco tondo che si apre al centro della facciata principale, dove nella parte alta si apre una finestra centrale a forma circolare, due finestre rettangolari si aprono, una per lato, a fianco del portone d'ingresso. Sul lato occidentale si addossa un corpo di fabbrica di dimensioni minori e a pianta semicircolare, alla cui sommità poggiano i resti del tiburio metallico oramai ossidato a sezione ottagonale, al cui interno era ospitato il punto di avvistamento e alla cui sommità era collocato il faro per l'illuminazione notturna.

## Curiosità
Al Semaforo di Campo alle Serre visse nel febbraio 1908 lo scrittore Guido Milanesi, in qualità di ispettore militare. La sua esperienza, unita al racconto della tragica leggenda amorosa della giovane Marinella di Chiessi che si innamorò del semaforista genovese Osvaldo Schiaffino, venne descritta nel noto romanzo Thalatta.